# Charles Beck
Charles Beck ou Karl Beck (19 août 1798 - 19 mars 1866) était un érudit américain classique d'origine allemande, professeur à Harvard et ami de Charles Follen.

## Biographie
Beck est né à Heidelberg. Son père, marchand, est décédé quand Beck était jeune et sa mère s'est mariée avec Wilhelm de Wette, théologien, érudit biblique et professeur à l'université de Heidelberg. En 1810, la famille déménage à Berlin, où de Wette a été nommé professeur de théologie à la Université Humboldt de Berlin. À Berlin, alors qu'il était étudiant au Werdersches Gymnasium, Beck commença à fréquenter la Hasenheide Turnplatz où il maîtrisa parfaitement les arts du Turnverein.
Beck étudia les lettres classiques à l'université de Berlin, puis la théologie à l'université de Heidelberg où il a été ordonné et enfin à l'Université de Tübingen où il a obtenu un doctorat.. Étudiant, il est devenu actif dans le mouvement Burschenschaft et, à la fin de ses études, il a constaté que ses sentiments républicains l’empêchaient de poursuivre une carrière en Allemagne. Ainsi, il fut employé pendant quelque temps comme professeur à l'Université de Bâle en Suisse, où son beau-père était professeur. Après le meurtre d'August von Kotzebue, de Wette avait écrit à la mère de l'assassin une lettre dans laquelle il tentait de la consoler en affirmant que son fils avait commis l'acte par erreur. En apprenant la lettre, les autorités prussiennes l'ont accusé d'avoir excusé l'assassinat, l'ont révoqué de son poste de professeur à Berlin et l'ont banni de la Prusse. De Witte vécut quelques années à la retraite. En 1822, il devint professeur de théologie à l'université de Bâle.
En 1824, Beck sentit que ses sentiments républicains menaçaient sa liberté, même en Suisse, et il se réfugia à Paris où il rencontra Charles Follen, un autre Allemand dans une situation similaire. Ils quittent ensuite le Havre pour les États-Unis le 5 novembre et arrivent à New York le 19 décembre 1824. Peu de temps après, Beck devient enseignant à l'école Round Hill à Northampton, Massachusetts. Là, il est nommé professeur de latin. Il a également établi à Round Hill un gymnase extérieur: le premier gymnase aux États-Unis, qui a accueilli le premier programme de gymnastique scolaire dans ce pays. Il a enseigné l'éducation physique avec un programme d'études calqué sur celui de Jahn, et a traduit l'ouvrage de Jahn de 1816 Deutsche Turnkunst en anglais sous le titre Treatise on Gymnasticks, tiré principalement de l'allemand de F. L. Jahn.
En 1830, avec deux autres enseignants, il fonde une école à Philipstown, dans l'État de New York, sur le fleuve Hudson, en face de West Point. En 1832, Beck a été nommé professeur de langue et de littérature latine à Harvard. Il est devenu membre de l'American Oriental Society en 1843 et membre de l'American Academy of Arts and Sciences en 1845. À sa retraite de Harvard en 1850, il se consacre à la littérature et aux études classiques. En 1863, il publie Les Manuscrits du Satyricon de l'Arbitre de Petronius, décrits et rassemblés. Pendant deux ans, il a représenté Cambridge à la Chambre des représentants du Massachusetts. Il s'intéressait particulièrement au fonds des soldats, à la Commission Sanitaire et aux agences pour les soins et l'éducation des affranchis.
En 1827, il épousa Louisa A. Henshaw (décédée en 1830) et en 1831, sa sœur Teresa H. Phillips (décédée en 1863). Il est décédé à Cambridge, Massachusetts, à l'âge de 67 ans.